# Pehr Evind Svinhufvud
Pehr Evind Svinhufvud af Qvalstad, finski zgodovinar, sodnik in politik, * 15. december 1861, Sääksmäki, † 29. februar 1944, Luumäki.
Svinhufvud je bil predsednik parlamenta Finske (1907–1912), predsednik vlade Finske (1930–1931) in predsednik Finske (1931–1937). 